# Біогумус
Біогумус, вермікомпост — органічне добриво, продукт переробки органічних відходів сільського господарства дощовими черв'яками (найчастіше Eisenia fetida і Lumbricus rubellus) і бактеріями за участю інших організмів (комахи, гриби тощо).
Засновник вермикультивування біогумусу Доктор Thomas J. Barrett [Архівовано 15 квітня 2016 у Wayback Machine.] на своїй фермі «Earthmaster Ферми». Барретт, з 1937 по 1950 роки, зіграв важливу роль в переконанні садівників, фермерів та інших землевласників у цінності і потенційному значенні дощових черв'яків в агропромисловому виробництві. У своїх роботах, доктор Барретт говорив про моркву вагою 2,7 кг, пастернак масою 1,8 кг, ріпи, яка важила 3,5 кг, врожайність картоплі понад 100 т/га, врожай цибулі понад 80 т/га. Все це було вирощено у своєму проекті «Earthmaster Ферми» зі своїм власним населенням дощових черв'яків Eisenia fetida. 
Як і всі органічні добрива, біогумус покращує структуру ґрунту і його водно-фізичні властивості. Суттєва відміна біогумусу від інших органічних добрив — підвищений вміст в ньому водорозчинних форм азоту, фосфору і калію. Мікроелементи теж переходять в більш рухливу форму.